# Клаусс, Жуан
Жуа́н Кла́усс де Ме́ло (порт.-браз. João Klauss de Mello, более известный, как Жуан Клаусс (порт.-браз. João Klauss) род. 1 марта 1997, Крисиума, Санта-Катарина) — бразильский футболист, нападающий клуба «Сент-Луис Сити».

## Клубная карьера

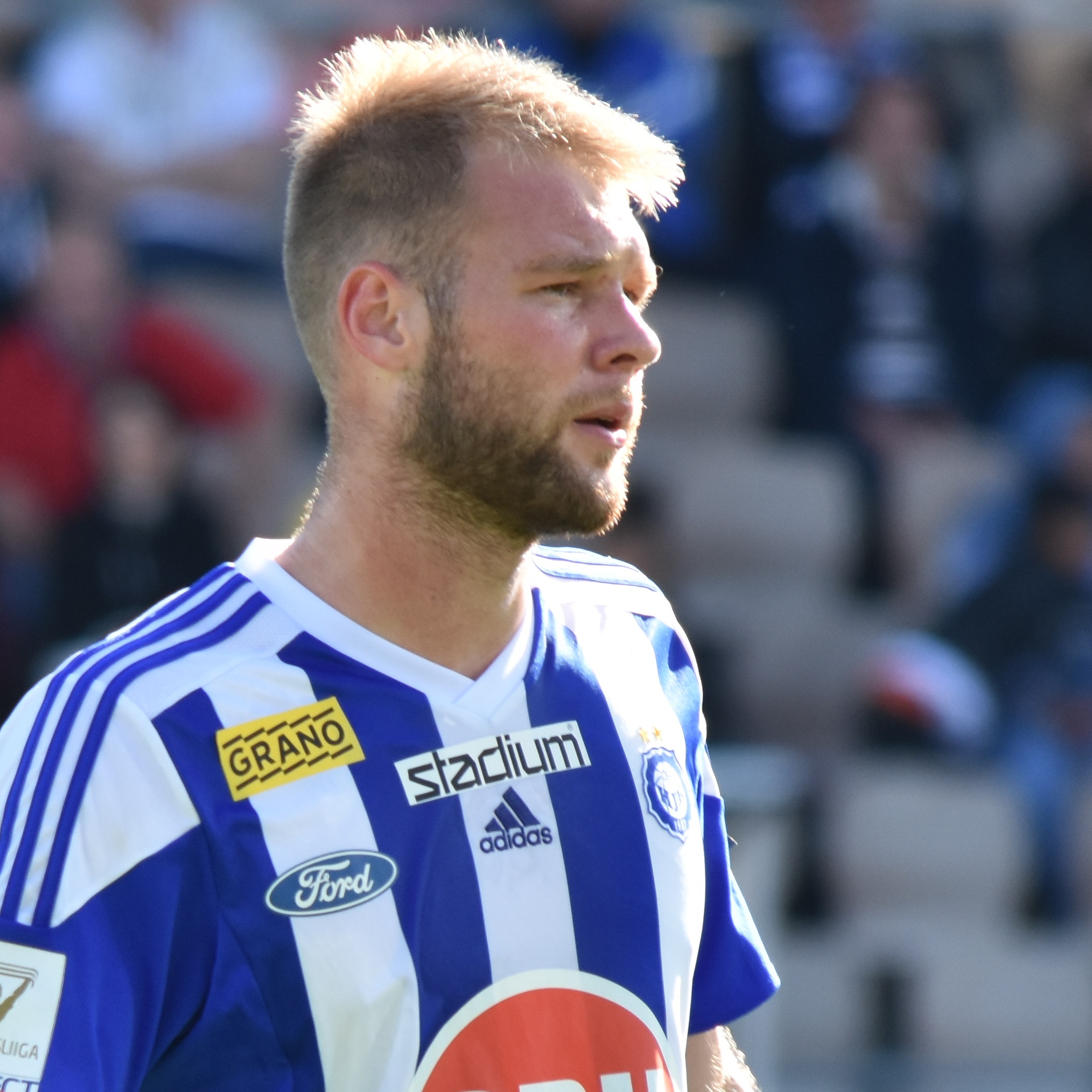
Клаусс в составе ХИКа

Клаусс — воспитанник клубов Интернасьонал, «Жувентуде» и «Гремио». В 2017 году игрок подписал контракт с немецким «Хоффенхаймом», где начал выступать за дублирующий состав. В 2018 году Клаусс на правах аренды перешёл в финский ХИК. 8 апреля в матче против «Ильвеса» он дебютировал в Вейккаус лиге. В этом же поединке Жуан забил свой первый гол за ХИК. По итогам сезона он забил 21 гол, став лучшим бомбардиром лиги и помог команде выиграть первенство. В 2019 году Клаусс был арендован австрийским ЛАСКом. 22 февраля в матче против венской «Аустрии» он дебютировал в австрийской Бундеслиге. 31 марта в поединке против «Вольфберга» Жуан забил свой первый гол за ЛАСК. В матчах Лиги Европы против нидерландского ПСВ и лиссабонского «Спортинга» он забил 3 гола. В 2020 году игрок вернулся в «Хоффенхайм». 25 октября в матче против «Вердера» он дебютировал в немецкой Бундеслиге.
В начале 2021 года Клаусс был арендован льежским «Стандардом». 17 января в матче против «Серкль Брюгге» он дебютировал в Жюпиле лиге. В поединке против «Шарлеруа» Жуан забил свой первый гол за «Стандард».
В начале 2022 года Клаусс на правах аренды перешёл в «Сент-Трюйден». 5 февраля в матче против «Кортрейка» он дебютировал за новый клуб. В поединке против «Мехелена» Жуан забил свой первый гол за «Сент-Трюйден». Летом того же года Клаусс перешёл в американский «Сент-Луис Сити». Сумма трансфера составила 3,2 млн евро. 26 февраля 2023 года матче против «Остина» он дебютировал в MLS. В этом же поединке Жуан забил свой первый гол за «Сент-Луис Сити».

## Достижения
Клубные
 ХИК
- Победитель Вейккаус-лиги — 2018

Личные
- Лучший бомбардир Вейккаус-лиги (21 гол) — 2018